# Obdacher Sattel
L'Obdacher Sattel (995 m s.l.m.) è un valico alpino austriaco. Si trova in Stiria non lontano dal confine con la Carinzia. Collega Obdach nella Stiria con Reichenfels nella Carinzia.
Dal punto di vista orografico separa le Alpi della Lavanttal (nelle Alpi di Stiria e Carinzia) dalle Prealpi nord-occidentali di Stiria (nelle Prealpi di Stiria).